# Schwarzköpfiger Nachtaffe
Der Schwarzköpfige Nachtaffe (Aotus nigriceps) ist eine Primatenart aus der Gruppe der Nachtaffen (Aotidae), innerhalb derer er zur südlichen Gruppe gezählt wird.

## Merkmale
Schwarzköpfige Nachtaffen sind wie alle Nachtaffen relativ kleine Primaten mit einem langen, buschigen Schwanz. Sie erreichen ein Gewicht von rund 750 Gramm. Ihr Fell ist kurz und dicht, es ist am Rücken und an der Außenseite der Gliedmaßen grauschwarz gefärbt, der Bauch ist rötlichbraun. Der rundliche Kopf ist mit großen, braunen Augen versehen. Über jedem Auge, auf den Backen und unter dem Maul haben sie weiße Flecken. Entlang des Kopfes ziehen sich drei dunkle Streifen, jeweils einer außerhalb eines jeden Auges und einer über die Stirn bis zur Nase.

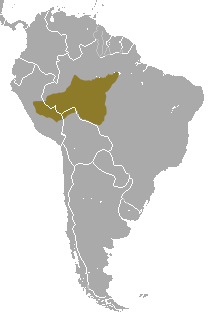
Das Verbreitungsgebiet des Schwarzköpfigen Nachtaffen

## Verbreitung und Lebensraum
Schwarzköpfige Nachtaffen leben im westlichen Amazonasbecken südlich des Amazonas. Ihr Verbreitungsgebiet umfasst das östliche Peru, das nördliche Bolivien und das westliche Brasilien. Ihr Lebensraum sind Wälder.

## Lebensweise
Schwarzköpfige Nachtaffen sind nachtaktive Baumbewohner, die sich eher in der oberen Kronenschicht aufhalten. Sie bewegen sich meist auf allen vieren fort, können aber auch gut springen. Sie leben in Familiengruppen aus zwei bis fünf Tieren, in denen das Männchen und das Weibchen monogam leben und oft lebenslang zusammenbleiben. Familiengruppen bewohnen feste Reviere von rund 9 Hektar Größe, die sie vehement gegen Artgenossen verteidigen.
Diese Primaten nehmen hauptsächlich Früchte zu sich. In geringerem Ausmaß fressen sie auch Blätter, Blüten und andere Pflanzenteile sowie Insekten. Durch ihre nachtaktive Lebensweise vermeiden sie Konkurrenz zu tagaktiven, dominanteren Arten.
Nach einer rund vier- bis viereinhalbmonatigen Tragzeit bringt das Weibchen meist ein einzelnes Jungtier zur Welt. Nach der ersten Lebenswoche übernimmt der Vater die Hauptverantwortung für das Junge, er trägt es, schläft bei ihm und übergibt es der Mutter nur zum Säugen. Nach einigen Monaten wird das Junge entwöhnt. Nach zwei bis vier Jahren wird es geschlechtsreif und verlässt seine Geburtsgruppe.

## Gefährdung
Schwarzköpfige Nachtaffen sind regional durch die Zerstörung ihres Lebensraumes selten geworden, insgesamt ist die Art laut IUCN aber noch „nicht gefährdet“ (least concern).
In Europa wird die Art nicht mehr gepflegt, ehemaliger Halter ist Berlin.